# Campanella (famiglia)
I Campanella furono un'importante famiglia nobile originaria della Calabria.

## Storia
I Campanella, secondo lo storico Giovanni Battista di Crollalanza, sono originari di Castrovillari in Calabria. Diversi esponenti del casato furono nominati vescovi: Stefano fu vescovo di Mileto nel 1139 e un Soffrido venne nominato vescovo di Cassano nel 1161, Paolo fu eletto vescovo di Pozzuoli e Giovanni divenne vescovo di Minervino nel 1475. Inoltre Francesco Campanella venne nominato uditore e consigliere del Gran Capitano Consalvo di Cordoba.

### Campanella di Putignano
Il ramo dei Campanella di Putignano si è distinto nella giurisprudenza, nella medicina, nelle lettere e nella fede. 
Un membro della famiglia fu il frate carmelitano Domenico Campanella, divenuto vescovo di Sant'Agata de' Goti su nomina di papa Innocenzo X, nato a Putignano nel 1581 e deceduto nel 1663, figlio di Domenico e Silvia Balsamo.

Altri componenti della famiglia furono il notaio Vito Antonio Campanella (attivo nel 1600), il dottore in legge Giuseppe Campanella (1753-1831), l'avvocato Vitottavio Campanella (1784-1873), il Dott. Francesco Campanella (1885-1974).

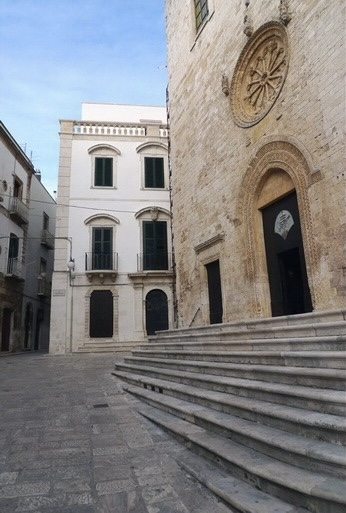
Palazzo Campanella dietro la chiesa di San Pietro Apostolo

#### Residenze

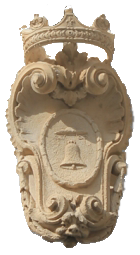
Stemma presente sul Palazzo Campanella a Putignano.

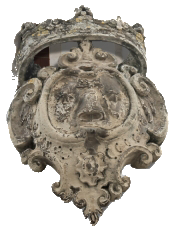
Stemma presente sulla Casa Campanella a Putignano.

Il palazzo della famiglia Campanella, originariamente dei Console, situato in via Castello con vista su Piazza Plebiscito, fu costruito circa nel 1700. Caratterizzato dallo stemma Campanella sopra l'ingresso principale, adornato da un mascherone biforcuto, simbolo di protezione dalle credenze contro il malocchio, l'edificio è stato donato alla chiesa di San Pietro Apostolo secondo le volontà del Dott. Francesco Campanella, ispettore generale medico presso l'Alto Commissariato alla Sanità.
Dopo l'approvazione del progetto di restauro da parte della Soprintendenza ai Monumenti di Bari, gli architetti Ambrogio Aquilino e Giuseppe Romanazzi hanno diretto i lavori che includevano l'installazione di un ascensore, il rifacimento delle tettoie e la ristrutturazione di due appartamenti per il clero, nonché la creazione di sale e aule per l'istruzione di adulti e giovani.
Nel 2012, l'Arciprete Don Angelo Sabatelli, riconoscendo il potenziale della struttura, ampliò ulteriormente le sue funzioni, aggiungendo aule per la catechesi, una sala riunioni e la sede della Caritas Parrocchiale.
Nel 2016 dopo un restauro conservativo il palazzo viene inaugurato.
Un altro antico palazzo appartenuto alla famiglia è casa Campanella sito in Putignano in via Forno Santo Stefano.